# 土肥修司
土肥 修司（どひ しゅうじ、1945年 - ）は、日本の医師、麻酔科医。市立室蘭総合病院病院事業管理者。
2010年3月まで岐阜大学副学長、同大学医学部麻酔・疼痛治療学教室教授。
第99回医師国家試験 副委員長及び第100回医師国家試験 試験委員長を務めた。
プロレスラー力道山の死因に関して聞き取り調査を行い、著書『麻酔と蘇生』を発表。

## 略歴
1945年北海道生まれ、1969年札幌医科大学卒業。
米国マイアミ大学麻酔科レジデント、エール大学リサーチフェロー（麻酔科）、旭川赤十字病院麻酔科・集中治療部長、札幌医科大学講師・助教授、筑波大学助教授・手術部長、米国ジョンズ・ホプキンス大学招聘助教授を経て、1990年から岐阜大学麻酔・蘇生学教授、同附属病院集中治療部長、救急部長、手術部長を併任。
2004年麻酔・疼痛制御学教授、岐阜大学評議員、医学系研究科副科長、医学部副学部長、岐阜大学副学長（附属病院・国際交流担当）。
2010年3月岐阜大学を退職し現在、市立室蘭総合病院病院事業管理者。

## 役職
- 日本蘇生学会会長（17回 1998年）
- 日本ペインクリニック学会（35回 2000年）
- 日本神経麻酔・集中治療学研究会会長（7回 2005年）
- 日本脳低温療法学会会長（11回 2008年）
- 日本麻酔科学会会長（55回 2008年）
- 厚生労働省医師国家試験委員長（第100回 2006年）
- 医道審議会委員（麻酔科標榜資格審査部会）

## 著書
- 『麻酔と蘇生』 (1993年　中央公論社)
- 1993年『麻酔と蘇生 高度医療時代の患者サーヴィス』中央公論社
- 1997年『当直医のための救急診断と治療』金原出版
- 2000年『臓器蘇生 蘇生・保護と全身管理』真興交易(株)医書出版部
- 土肥修司/編集 澄川耕二/編集2001年『TEXT麻酔・蘇生学』南山堂
- 2002年『痛みとその制御機構 分子メカニズムと治療の最前線』医歯薬出版
- 2004年『当直医のための救急診断と治療』金原出版
- 2006年『イラストでわかる麻酔科必須テクニック 』羊土社

他分担多数